# Sason pectinatum
Sason pectinatum is een spinnensoort uit de familie Barychelidae. De soort komt voor in Nieuw-Guinea.